# Ragnar Magnergård
Erik Ragnar Magnergård, ursprungligen Furugård, född 18 september 1947 i Stockholm, är en svensk grafisk formgivare och målare. Han är yngre halvbror till journalisten Omar Magnergård.
Magnergård studerade vid Valands målarskola i Göteborg och vid Konstfackskolan i Stockholm. Separat har han ställt ut i bland annat Stockholm, Göteborg, Frankfurt och Bern. Hans konst består av porträtt och motiv med en naturalistisk inriktning. Han har sedan 1970 varit verksam som gårdsmålare och har målat av gårdar i hela Sverige, och få människor har sett så många lantbruk som han. Magnergård är representerad vid Gustaf IV Adolfs samling. Magnergård belönades med Euro-Medaille i guld. Det är Europeischen Kulturkreises Baden Baden, för Europeiska samarbetet inom måleri, litteratur och musik, som tilldelat Magnergård medaljen för hans skapande inom måleri. Medaljenen utdelades på Palais des Congrés i Paris, år 1985.